# Tsem Tulku Rinpoché
Tsem Tulku Rinpoché, (Prince Torgut Iska Minh) né le 24 octobre 1965 à Taipei et mort le 4 septembre 2019, est un tulku, un lama réincarné de l'école Gelugpa du bouddhisme tibétain. 
Il serait une réincarnation d'un disciple de Je Tsongkhapa. Tsem Tulku est le fondateur de la Kechara House en Malaisie où il s'est rendu principalement à la demande de Lati Rinpoché. 

## Biographie
Tsem Tulku Rinpoché est né le 24 octobre 1965 à Taïwan d'un père tibétain et d'une mère mongole. Il est le petit neveu par sa mère de la princesse mongole Nirgidma de Torhout.
À l'âge de six ans, il est emmené aux États-Unis par sa grand-mère pour y être adopté par Boris et Dana Bugayeff, une famille américaine d'origine russe et prend pour nom Burcha Bugayeff. Après des années de violences physiques et psychologiques infligées par sa mère, il s'enfuit à l'âge de 15 ans, traversant seul et sans argent les États-Unis du New Jersey à Los Angeles, ce qui le résoudra, par la suite, à aider les nécessiteux. 
Son lama racine est Zong Rinpoché. Suivant ses conseils, en 1987, à l'âge de 22 ans, il prend ses vœux de moine du 14e dalaï-lama et rejoint le monastère de Ganden Shartze en Inde.
À partir de 1992, il vit en Malaisie, où il entreprend de créer des instituts du Dharma.
Le 4 septembre 2019, Tsem Tulku Rinpoché meurt d'une longue maladie. 

## Ouvrages
- (en) Gurus for Hire: Enlightenment for Sale, Kechara Publications, 2005  (ISBN 978-9834188788)
- (en) Faces of Enlightenment, Kechara Publications, 2006  (ISBN 978-9834188764)
- (en) Why I Make Myself Unhappy, Kechara Publications, 2005  (ISBN 978-9834188726)
- (en) Compassion Conquers All: Teachings on the Eight Verses of Mind Transformation, Kechara Publications, 2007  (ISBN 978-9834188795),
- (en) Nothing Changes Everything Changes, Kechara Publications, 2007  (ISBN 978-9834188771), (Online-Leseprobe)
- (en) If Not Now, When?, Kechara Publications, 2008  (ISBN 978-9834339944)
- (en) Snakes, Roosters & Pigs, Kechara Publications, 2011  (ISBN 978-9675365317)
- (en) The Living Buddha Within, Kechara Publications, 2012  (ISBN 978-9675365416)
- (en) The Promise (4th Edition), Kechara Publications, 2017  (ISBN 978-9675365850)